# Andrés Cuenca Saldívar
Andrés Cuenca Saldívar (Primero de Marzo, Caraguatay; 29 de noviembre de 1925-28 de diciembre de 1986) fue un compositor y  músico paraguayo.

## Biografía
Nació en Alfonso Tranquera, Distrito de Caraguatay, Departamento de Cordillera, Paraguay, el 29 de noviembre de 1925. Fueron sus padres Bonifacio Cuenca y Faustina Zaldívar.
Falleció el 28 de diciembre de 1986, tres años después de haber partido a la eternidad su compañero de dúo, Ramón Vargas Colmán.

## Primeros pasos
La infancia de Andrés Cuenca Saldívar transcurrió alegre y tranquila en su pueblo natal, donde empezó a incursionar en el campo de la música  en la preadolescencia.
Su carrera musical se ha desarrollado con solvencia y capacidad y con muchos méritos que le han permitido a Cuenca conocer el éxito y los aplausos.

## Infancia y juventud
Cuenca Saldívar se unió en dúo al cantante  Ramón Vargas Colmán cuando este artista, oriundo de Ybytymi, (Departamento de Paraguarí), supo de su condición de buen cantante y le propuso formar un dúo de voces y guitarras. El sueño era descollar en la actividad musical.
Andrés Cuenca Saldívar aceptó la invitación del colega y barajaron los nombres posibles para la incipiente conformación artística. Optaron por sus apellidos, como era la usanza de la época, ya que existían otros dúos consagrados como “Melga–Chase”, conformado por Diosnel Chase y Basilio Melgarejo, o “Los hermanos Cáceres” entre otros.
A instancias de amigos y colegas, adoptaron la denominación del Dúo “Vargas–Saldívar”, renunciando Cuenca a su primer apellido por una cuestión de buen sonido, que no se lograba con la denominación dúo Vargas-Cuenca, antes considerada.

## Estilo
Quienes conocieron a Andrés Cuenca Saldívar lo recuerdan como un ser humano afable, alegre y siempre  dispuesto  a la charla; en síntesis, un  verdadero caballero del folclore paraguayo. Elegante  en el vestir y con porte de galán, este cantante fue atracción central en todos los escenarios  recorridos con su dúo artístico de toda la  vida, Ramón  Vargas Colman.

## Trayectoria
Con su dúo, Andrés Cuenca Saldívar empezó a transitar el difícil camino hacia el éxito, pero muy pronto las oportunidades se presentaron. Luego de realizar muchas actuaciones en la campiña paraguaya, corría el año 1952 y el Dúo Vargas-Saldívar empezó a ser requerido con más frecuencia en las fiestas bailables de la capital y de otros puntos del país. También comenzaron a darse a conocer en emisoras de radio, que emitiera programaciones folclóricas, como radio Nacional del Paraguay o la desaparecida Radio Teleco. Al poco tiempo se presentó la oportunidad de contar con el respaldo vital que significaba tener un disco grabado, ya que una empresa discográfica de Buenos Aires los contrató para grabar «Musiqueada Campesina», título de su primera producción de larga duración del dúo. En la misma, aportó su talento en la interpretación del arpa paraguaya el gran Albino Quiñónez, quien fuera integrante del afamado Trío Olímpico, junto a Emigdio Ayala Báez y Eladio “El Grande” Martínez.
Luego de grabar otros títulos como “Vibra el Paraguay”, con el apoyo del arpa de Edmundo Medina ; “Mi amada flor”, con el arpa de Marcelino Benítez Casco (alias Tatatî), el dúo firmó contrato con el más importante sello discográfico Argentino de la Época, “Emi-Odeon”, como artistas exclusivos. Con esta compañía realizaron una importante gira por ciudades argentinas. Esta experiencia los llevó a escenarios de la ciudad de Puerto Libertad, Misiones, donde Andrés Cuenca Saldívar donde conoció a la mujer con quién contrajo nupcias el 25 de abril de 1957, Nilda Yunis, una deportista de dicha localidad quien se trasladó con él a vivir en Asunción.
Posteriormente, se integró al dúo otro gran maestro del Arpa Paraguaya, Lorenzo Leguizamón, y conformaron el Trío de Oro, con el cual ganaron gran popularidad y fueron invitados a actuar en radio “El Mundo” de Buenos Aires.

## Éxitos.
Las canciones del Dúo Vargas–Saldívar eran difundidas por “La Voz de la OEA” de Washington D. C. Viajan al Brasil, Perú, Chile, Bolivia, y en 1979 son contratados para viajar a los Estados Unidos de América para realizar presentaciones ante los compatriotas residentes en Nueva York. Actúan además en el Hotel Hilton, invitados por Los Paraná (o Los Paranas), agrupación folclórica paraguaya radicada en aquel país, donde gozaba de gran fama. Se presentaron también en Washington, Filadelfia, Miami y otras ciudades de aquel país del norte del continente americano.
Ya en la década de los 80 son invitados, por su gran arrastre en el gusto popular, a realizar grabaciones con grupos de jóvenes talentos agrupados bajo el nombre de “Nuevo Cancionero”. Tal el caso del terceto Ñamandu y el dúo Vocal Dos, con arreglos del desaparecido maestro Oscar Cardozo Ocampo. Así empezaban a darle otros matices y contenidos poéticos más testimóniales a la música paraguaya, llevando mensajes al pueblo a través de sus canciones, siendo esa la manera en que combatían el feroz régimen dictatorial que gobernaba al Paraguay.

## Obras
Andrés Cuenca Saldívar ha aportado casi medio centenar de canciones al repertorio nativo. Entre ellas se encuentran:
• “Arribeño Purahéi” (“Barcino Koli”), “Tujami”, “Ingratitud”, “Ko'ápe Che Avy'ave”, todas con letra de Emiliano R. Fernández.
• “Rohejáta, Che Morena”, con letra de Quemil Yambay.
• “Ndaikuaáiguinte Ajapo”, “Apoi ha Ha'u Jey”, con letra de José Asunción Acuña.
• “Ikañymby”, letra de José Emeterio Cantero Viera.
• “Aimeségui Nendive”, con letra de Feliciano Santa Cruz.
• “Guyrami Saite”, “Ka'aguy Rape”, con letra de Godofredo “Chacho” Alcaraz.
• “Che Mbaraka Rehae”, con letra de Carlos Sosa.
• “Clavel Parami”, letra de Deidamio González.
• “Ñande Ysyry”, letra de Justo Fernández Sánchez.
• “Tembetary”, con letra de Modesto González Juvinel.
• “¡Ha! Che Vallemi”, con letra de Pedro Sánchez Núñez.
• “Villarrica, Che Ciudad”, letra de Gregorio Narváez Arce.